# 下平晴行
下平 晴行（しもひら すみゆき、1949年〈昭和24年〉1月12日 - ）は、日本の政治家、行政書士。鹿児島県志布志市長（2期）。元志布志市議会議員（2期）。

## 来歴
鹿児島県志布志市生まれ。鹿児島県立有明高等学校卒業。1972年（昭和47年）、志布志町役場に入庁。商工水產課長、住民生活課長。2005年（平成17年）、志布志町役場を退職。
2006年（平成18年）1月1日、志布志町・松山町・有明町は合併し志布志市が発足。同年の志布志市議会議員選挙に立候補し初当選。2010年（平成22年）、再選。
2014年（平成26年）2月2日に行われた志布志市長選挙に立候補するも落選。選挙の結果は以下のとおり。
※当日有権者数：27,154人 最終投票率：75.15%（前回比：-5.42pts）
| 候補者名   | 年齢 | 所属党派 | 新旧別 | 得票数  | 得票率 | 推薦・支持 |
| ---------- | ---- | -------- | ------ | ------- | ------ | ---------- |
| 本田修一   | 65   | 無所属   | 現     | 9,094票 | 45.17% |            |
| 下平晴行   | 65   | 無所属   | 新     | 5,020票 | 24.93% |            |
| 仮屋正文   | 63   | 無所属   | 新     | 2,986票 | 14.83% |            |
| 尖信一     | 58   | 無所属   | 新     | 1,919票 | 9.53%  |            |
| 宮田慶一郎 | 67   | 無所属   | 新     | 1,116票 | 5.54%  |            |

2018年（平成30年）1月28日に行われた市長選に再挑戦し現職の本田修一を破り初当選を果たした。2月12日、市長就任。選挙の結果は以下とおり。
※当日有権者数：26,379人 最終投票率：69.14%（前回比：-6.01pts）
| 候補者名 | 年齢 | 所属党派 | 新旧別 | 得票数  | 得票率 | 推薦・支持 |
| -------- | ---- | -------- | ------ | ------- | ------ | ---------- |
| 下平晴行 | 69   | 無所属   | 新     | 9,381票 | 51.87% |            |
| 本田修一 | 69   | 無所属   | 現     | 8,703票 | 48.13% |            |

2022年（令和4年）1月30日に投開票が行われた市長選挙で再選。
※当日有権者数：24,828人 最終投票率：62.78%（前回比：-6.36pts）
| 候補者名 | 年齢 | 所属党派 | 新旧別 | 得票数  | 得票率 | 推薦・支持 |
| -------- | ---- | -------- | ------ | ------- | ------ | ---------- |
| 下平晴行 | 73   | 無所属   | 現     | 8,589票 | 56.22% |            |
| 尖信一   | 66   | 無所属   | 新     | 6,689票 | 43.78% |            |